# Conflits intercommunautaires en Inde
 (avril 2014).
Si vous disposez d'ouvrages ou d'articles de référence ou si vous connaissez des sites web de qualité traitant du thème abordé ici, merci de compléter l'article en donnant les références utiles à sa vérifiabilité et en les liant à la section « Notes et références ».
La République de l'Inde est séculière (selon la Constitution : secular),  qui signifie que l'État n'a pas de religions officielles et reconnaît toutes les religions de façon égalitaire. Cependant on ne peut pas la qualifier de république laïque car cela signifierait une séparation complète entre les pouvoirs politiques et religieux ; or en Inde, bien que les religions soient toutes reconnues de façon égalitaire, elles ont un rôle dans la vie politique. 
Toutefois, ce modèle de cohabitation entre différentes confessions (hindouisme, islam, christianisme, sikhisme, bouddhisme, etc.) n'a pas pu éviter les conflits intercommunautaires. Depuis l'indépendance, ils ont surtout opposé des hindous à des musulmans, si l'on fait abstraction des affrontements entre castes, de nature plus sociale. Des affrontements meurtriers mais plus limités ont eu lieu entre hindous et sikhs (au Pendjab et lors de l'assassinat d'Indira Gandhi), et entre hindous et chrétiens dans les États du Nord-Est (Nagaland, Mizoram).

## Conflits entre hindous et musulmans

### Causes des tensions
« À la différence des violences ponctuelles opposant des hindous à des sikhs ou à des chrétiens, les émeutes entre hindous et musulmans constituent une donnée ancienne, voire structurelle de l'univers social et politique indien. Certains récits de voyageurs en apportent d'ailleurs le témoignage dès le XIVe siècle. »
Les causes de ces tensions sont multiples et diffèrent selon les historiens : culturelles, idéologiques, économiques, etc.. Selon Christophe Jaffrelot : « Si le caractère très ancien et les facteurs religieux des émeutes entre hindous et musulmans ont pu accréditer une interprétation culturaliste du phénomène, cette analyse s'est rapidement trouvée relayée par une approche économiciste et microsociologique mettant l'accent sur les rivalités socio-économiques locales comme ressort des violences. Cette lecture, sans doute pertinente dans les années 1960-1970, ne permet guère de rendre compte des émeutes de la dernière décennie qui s'expliquent d'abord dans une perspective politique. Le "complexe d'infériorité majoritaire" des hindous face à une communauté musulmane perçue comme adossée à une internationale islamique et favorisée par le pouvoir a en effet été exploitée par des groupes nationalistes hindous, notamment dans des contextes préélectoraux. »
La tension communautaire entre musulmans et hindous puise ses sources dans la domination de dynasties turco-afghanes (Sultanat de Delhi) ou turco-mongoles (Empire moghol), implantées dans le nord du pays, jusqu'à la colonisation britannique au XVIIIe siècle. Au XXe siècle, elle a été accentuée par plusieurs facteurs : la création de la Ligue musulmane en 1906, parti politique qui obtient des Britanniques la création du Pakistan ; les exodes sanglants (entre 500 000 et 1 000 000 de morts) qui résultent de la Partition des Indes lors de l'indépendance en 1947 ; les guerres indo-pakistanaises successives, dues entre autres au problème persistant du Cachemire ; l'émergence de partis politiques indiens exploitant une rhétorique anti-musulmane, tels que le BJP ou le Shiv Sena. D'une manière plus générale, les tensions avec le Pakistan se répercutent dans les relations entre hindous et musulmans en Inde, de même que celles-ci ont longtemps influé sur l'inflexibilité du gouvernement indien à propos du problème du Cachemire ou dans les relations indo-pakistanaises.
Des facteurs plus ponctuels et plus locaux contribuent également à développer des sentiments hostiles envers les musulmans chez une partie des hindous. C'est le cas d'actes de terrorisme (en 1993, 2001, 2003 pour les plus importants), souvent commis par des groupes indépendantistes cachemiris extrémistes téléguidés depuis le Pakistan ; ou encore de l'activité de groupes mafieux à base confessionnelle, notamment à Bombay, comme celui du parrain Dawood Ibrahim, aujourd'hui exilé à Karachi ou à Dubaï. D'autres cas sont plus strictement liés aux différences religieuses, comme l'abattage, par les boucheries musulmanes, des vaches, considérées comme sacrées par les hindous.

### Incidents auXXesiècle

#### L'affaire Shah Bano
Les tensions entre hindous et musulmans vont se cristalliser dans les années 1980 autour de l'affaire Shah Bano et du cas de la mosquée d'Ayodhya. Le gouvernement de Rajiv Gandhi pense pouvoir apaiser les revendications des deux communautés par des concessions. Il autorise le pèlerinage des hindous sur le site de la mosquée d'Ayodhya (construite au XVIe siècle par le conquérant Bâbur), en Uttar Pradesh. Ce lieu est revendiqué par les nationalistes hindous comme le lieu de naissance du dieu Rāma. Dans l'affaire Shah Bano, une affaire de divorce dans une famille musulmane en 1985, le gouvernement refuse de reconnaître l'application de la loi indienne prévoyant une pension pour la divorcée, au profit d'une loi confessionnelle musulmane.

#### La destruction de la mosquée d'Ayodhya
Le 6 décembre 1992, à Ayodhya, une foule de plusieurs dizaines de milliers de pèlerins hindous, encadrée par des mouvements nationalistes comme le RSS et le VHP, déborde les forces de sécurité et rase la mosquée de Bâbur. Le gouvernement de l'État d'Uttar Pradesh, dirigé par le BJP, soupçonné au mieux d'incompétence et au pire de complicité, est destitué par le gouvernement central. Des troubles intercommunautaires éclatent, d'abord dans cet État, où vit une importante minorité musulmane, mais s'étendent rapidement dans tout le pays. Des couvre-feu sont instaurés pendant plusieurs semaines dans des dizaines de villes. À Bombay, les émeutes entre habitants de quartiers communautaires, orchestrées par les partis nationalistes hindous ou des groupes criminels, sont particulièrement violentes, les tirs sans sommation de la police causent de nombreux décès. En mars 1993, Bombay est secouée par plusieurs attentats terroristes, qui seront plus tard attribués au parrain musulman Dawood Ibrahim. Au total, ces évènements ont coûté la vie à près de 2000 Indiens, majoritairement musulmans.
Ces troubles ont servi de tremplin au parti nationaliste hindou BJP, pour élargir son électorat, jusqu'à gagner les élections générales en 1996, 1998 et 1999. L'affaire d'Ayodhya est toujours une source de tensions, les extrémistes hindous souhaitent toujours ériger un temple à l'emplacement de la mosquée détruite. Une fois au pouvoir, le BJP a atténué sa rhétorique antimusulmane.

### Incidents auXXIesiècle

#### Le pogrom antimusulman du Gujarat
Les derniers affrontements importants entre hindous et musulmans ont eu lieu dans l'État du Gujarat, dirigé depuis octobre 2001 par un représentant de la ligne dure du BJP, Narendra Modi.
Le 27 février 2002, dans la ville de Godhra, un incendie dans un train de pèlerins à destination d'Ayodhya coûte la vie à 59 hindous. Des représailles contre la communauté musulmane dans les jours suivants provoquent, selon les sources officielles, plus de 1 000 tués et 75 000 réfugiés. Une Commission nationale des droits humains chargée d'enquêter sur ces évènements a mis en évidence la responsabilité de l'État du Gujarat dans le déroulement de ces violences, et des rapports de l'ONG Human Rights Watch ont conclu à une planification des tueries antérieure à l'incendie du train.

#### Derniers attentats
Le 25 mars 2003, une attaque à la bombe attribuée à un groupe islamiste, fait plus de cinquante tués dans le centre de Bombay. Le 7 mars 2006, à Bénarès, ville sainte de l'hindouisme, un triple attentat probablement lié à un groupe islamiste cachemiri, coûte la vie à vingt-trois personnes. Dans la nuit du 18 au 19 février 2007, une bombe placée dans un train faisant la jonction entre l'Inde et le Pakistan (surnommé le "train de l'amitié") cause la mort de 67 personnes. Cet attentat a lieu la veille d'une réunion au sommet entre autorités indiennes et pakistanaises, visant à prévenir tout risque de guerre nucléaire accidentelle.
Les attaques de novembre 2008 à Bombay sont une série de dix attaques terroristes islamistes coordonnées qui ont eu lieu du 26 au 29 novembre 2008 à travers Bombay et ont été revendiquées par les Moudjahidin du Deccan qui réclament la libération des combattants islamiques et demandent que les musulmans d’Inde puissent vivre en paix. Le politologue Christophe Jaffrelot déclarait dans un entretien à ce sujet : « Il est vrai que les musulmans sont victimes de discrimination en Inde, que cet Etat qui est censé, selon sa constitution, traiter également hindous, musulmans et toutes les autres religions en vertu du "sécularisme" officiel, est loin d’être juste, en réalité, à l’égard des musulmans. »

## Documentaire
- 2024 : Inde, l'idéologie de la haine réalisé par Hugo Van Offel